# Parque nacional Huerquehue
El Parque Nacional Huerquehue está localizado en la Cordillera de los Andes, en la Región de la Araucanía de Chile, cercano al Lago Caburga. El parque tiene una superficie de 12 500 ha. de terreno montañoso, en el  cual hay cerros y montañas que encierran paqueños lagos de agua cristalina, además el parque  es de fácil acceso sobre todo en verano. Tiene un rango de elevación de entre 750 a 2000 m s. n. m. Fue creado el 9 de junio de 1967 con la finalidad de proteger un área de gran belleza escénica y recrear a las personas que van a visitar este grandioso lugar. actualmente administrado por Conaf, Desde allí se pueden observar distintos paisajes como el valle del río Pucón y el volcán Villarrica. 

## Toponimia
El parque recibe su nombre del mapudungun Huerquen-hue, "lugar de mensajeros".

## El parque

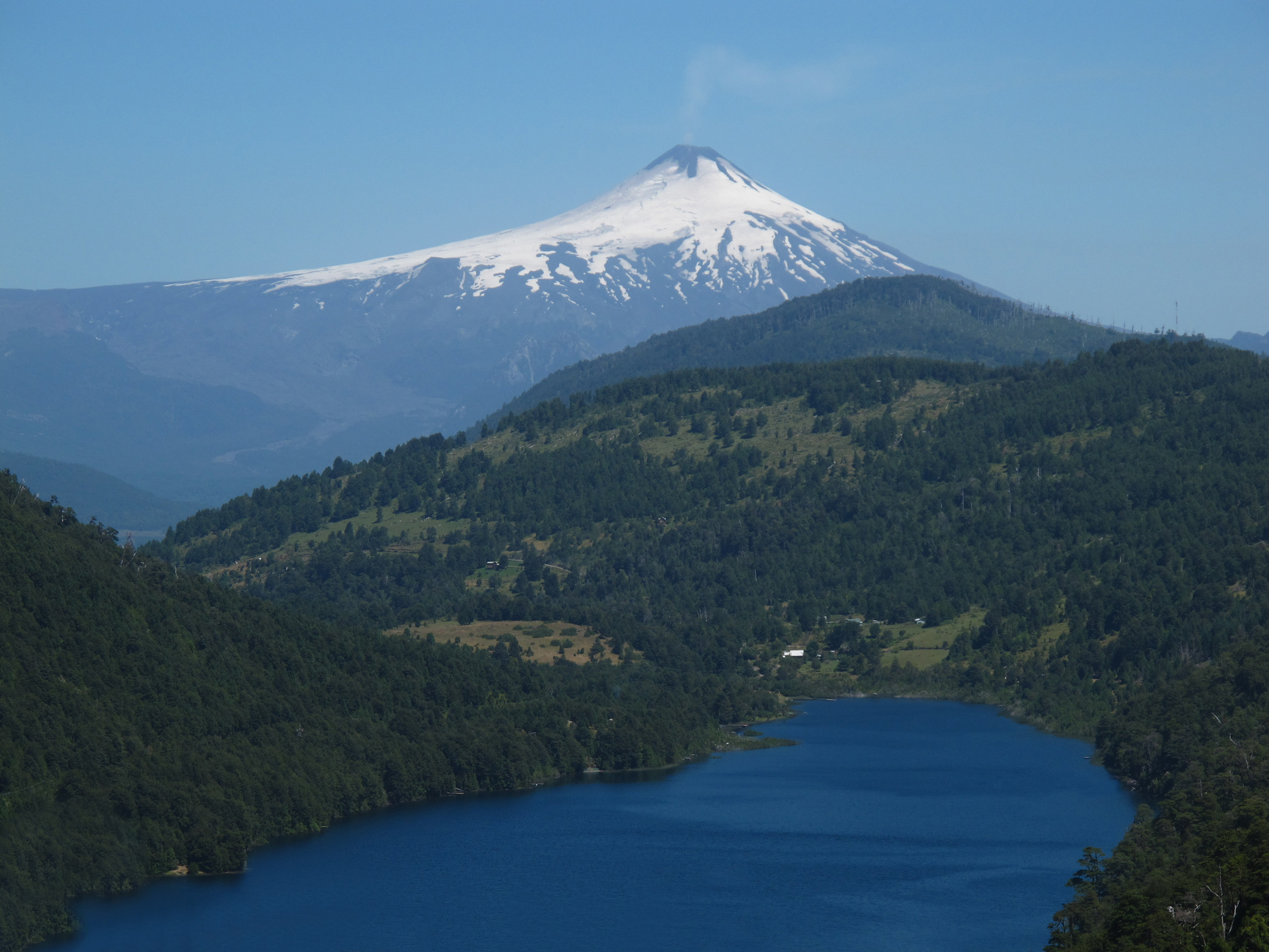
Lago Tinquilco con el Volcán Villarrica al fondo.

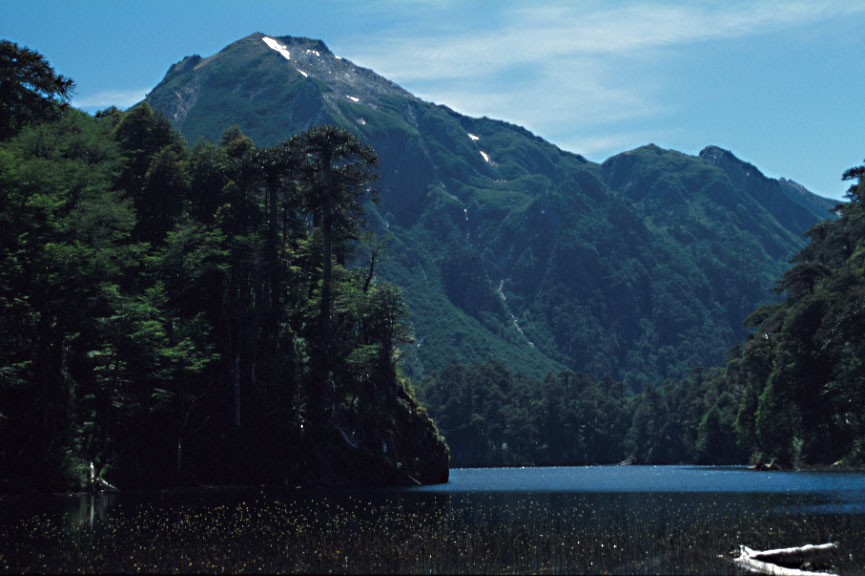
Lago Toro.

El parque es una de las Áreas Silvestres Protegidas más antiguas del país, remontando su historia al año 1925 cuando se crea mediante el Decreto 378 del Ministerio de Tierras y Colonización el parque nacional "Benjamín Vicuña Mackenna", que en un comienzo se llamó "Colico", con 265 000 ha. de extensión; dentro de las cuales se encontraban los terrenos que ocupa actualmente. Este parque nacional fue desafectado en 1929 y posteriormente, el 9 de junio de 1967 se crea oficialmente como parque nacional Huerquehue, con la superficie actual y anteriormente mencionada de 12.500 ha.
Posee una gran cantidad de lagunas y lagos cordilleranos, siendo los más conocidos: el Lago Chico, Lago Verde y Lago Toro, los cuales pueden ser visitados en un paseo de un día a la zona caminando un precioso sendero repleto de flora y fauna típica de la zona, desde este sendero pueden apreciarse hermosas vistas del Volcán Villarrica y sus alrededores. Este parque también se destaca por la conservación de animales como  el ratón topo valdiviano, la ranita de darwin, el lagarto matausto, el choroy, entre otros. y si a plantas se refiere la más conocida es la araucaria.

## Vías de acceso

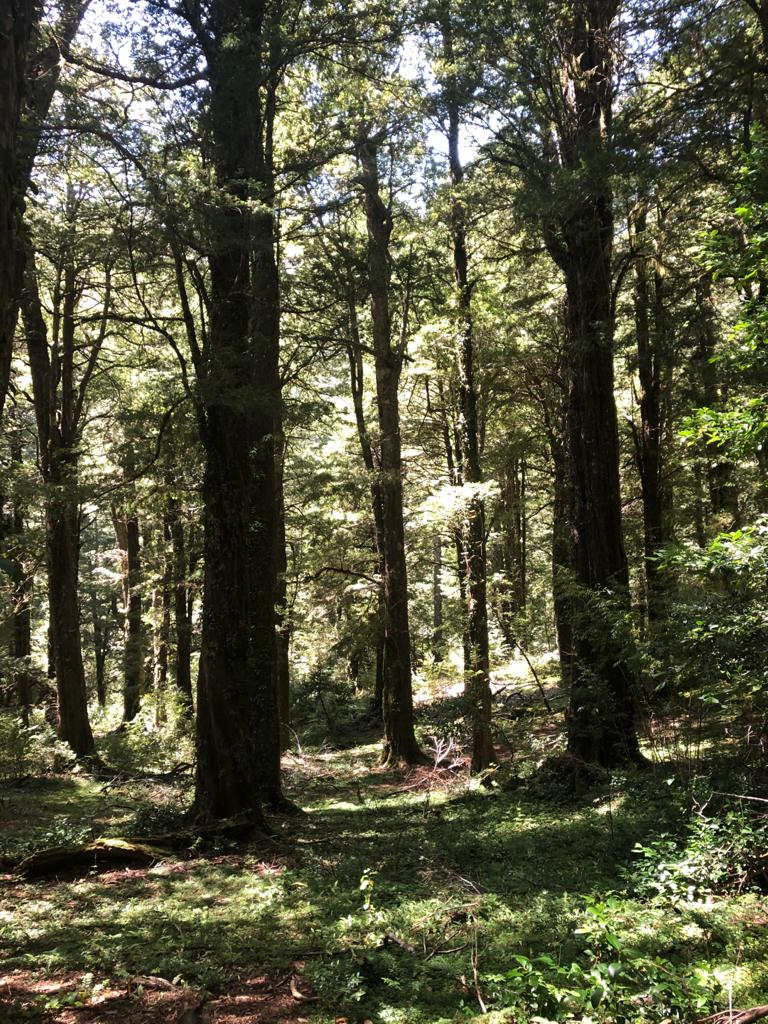
Escena al interior de un bosque en el parque.

La principal vía de acceso a la unidad, desde Temuco, es la ruta Freire, Villarrica, Pucón (ruta 119 pavimentada), el trayecto es de un total de 135 km. Los caminos están habilitados para cualquier tipo de vehículo y se transita durante todo el año. Se cuenta con movilización pública desde Pucón hasta la entrada del Parque.
Desde Pucón, salir por la Ruta al Lago Caburga. En el kilómetro 20 doblar a la derecha por ruta señalizada a Huerquehue y Tinquilco. Se llega al lago Tinquilco y 2 km más adelante llega a la entrada del parque.

## Visitantes
Este parque recibe una gran cantidad de visitantes cada año, principalmente chilenos y extranjeros en menor cantidad.
| Año         | 2012   | 2013   | 2014   | 2015   | 2016   | 2017   | 2018   | 2019   | 2020   | 2021   | 2022   | 2023   | 2024   |
| ----------- | ------ | ------ | ------ | ------ | ------ | ------ | ------ | ------ | ------ | ------ | ------ | ------ | ------ |
| chilenos    | 21.606 | 25.156 | 29.927 | 35.973 | 4.616  | 33.845 | 41.986 | 39.628 | 31.132 | 30.667 | 31.290 | 28.020 | 27.497 |
| extranjeros | 10.497 | 9.870  | 10.902 | 12.503 | 13.849 | 13.182 | 13.534 | 12.085 | 4.436  | 446    | 4.221  | 7.855  | 8.987  |
| Total       | 32.103 | 35.026 | 40.829 | 48.476 | 56.465 | 47.027 | 55.520 | 51.713 | 35.568 | 31.113 | 35.511 | 35.875 | 36.484 |